# Lockwood Pirie
Lockwood Masters "Woody" Pirie (Nova Iorque, 25 de abril de 1904 — Miami, 4 de maio de 1965) foi um velejador estadunidense, medalhista olímpico. Ele competiu nos Jogos Olímpicos de Verão de 1948 na classe Swallow e conquistou a medalha de bronze a bordo do Margaret, ao lado de Owen Torrey.
A família de Pirie era co-proprietária da loja de departamentos Carson, Pirie & Scott de Chicago, onde trabalhava como gerente.